# Voyage (miesięcznik)
Voyage. Magazyn o podróżach – polski miesięcznik turystyczno-podróżniczy wydawany od maja 1998 do kwietnia 2016 roku. Średnia sprzedaż wynosi 5110 egzemplarzy. Magazyn był podzielony na stałe pasma tematyczne.
Początkowo pismo wydawane było przez New World Publishing. Jesienią 1999 miesięcznik przejął VIPress. 1 października 2002 szwajcarskie wydawnictwo Marquard Media Poland kupiło 100% udziałów VIPressu i tym samym przejęło Voyage.
Ostatnim redaktorem naczelnym była Agata Jankowska, a wcześniej tę funkcję pełniły m.in. Paulina Stolarek-Marat, która na tym stanowisku zastąpiła Annę Ibisz.